# Here for It All
Here for It All — предстоящий шестнадцатый студийный альбом американской певицы Мэрайи Кэри. Релиз запланирован на 26 сентября 2025 года на её собственном лейбле Mariah и медиакомпании Gamma. Первый сингл с альбома, «Type Dangerous», вышел 6 июня 2025 года, а второй «Sugar Sweet» — 25 июля 2025 года.

## Предыстория
В июне 2025 года Кэри объявила о завершении своего шестнадцатого студийного альбома, который станет её первым студийным альбомом после Caution (2018) и нескольких юбилейных специальных изданий. Она отметила, что пластинка отразит её личный путь, особенно за последнее десятилетие, и будет включать элементы, почерпнутые из её жизни как матери 14-летних близнецов. Кэри описала альбом как «летний» и уточнила, что в нём будет 11 или 12 песен, намекнув на его содержание: «У нас есть несколько баллад Мэрайи».
20 июля 2025 года она опубликовала на своих платформах социальных сетей 37-секундный монтаж, восхваляющий ее дискографию, начиная с ее одноименного дебютного альбома до Caution. На следующий день Кэри представила обложку альбома в том же дне с помощью короткого тизерного видео, в котором она появляется, расхаживая в туфлях на шпильках, прежде чем спеть отрывок из заглавного трека альбома. Выход альбома запланирован на лейбле Gamma 26 сентября 2025 года. Он также станет ее третьим альбомом, официальным исполнительным продюсером которого выступил Эл Эй Рид.

## Синглы
В начале июня 2025 года Кэри начала анонсировать главный сингл своего будущего альбома. Сингл «Type Dangerous» был выпущен 6 июня 2025 года, а также видеоклип, снятый Джозефом Каном, премьера которого состоялась неделю спустя. Песня дебютировала на 95-м месте в американском чарте Billboard Hot 100, став 50-й по счёту записью Кэри в этом чарте. Было выпущено четыре ремикса на песню, в том числе с участием Busta Rhymes, Redman, Method Man, Big Sean, DJ Snake и Luísa Sonza. Кэри впервые исполнила песню на церемонии вручения премии BET Awards 2025, а затем на балу Capital Summertime Ball 15 июня 2025 года.
21 июля 2025 года Кэри анонсировала второй сингл под названием «Sugar Sweet», который, как ожидается, также войдет в альбом. «Sugar Sweet» был выпущен 25 июля 2025 года.

## Список композиций
| №  | Название                                       | Автор(ы) | Продюсеры            | Длительность |
| -- | ---------------------------------------------- | --- | -------------------- | ------------ |
| 3. | «Type Dangerous»                               | Carey Brandon Paak Anderson Daniel Moore II Eric Barrier Jairus Mozee Jason Pounds Rae Khalil William Griffin                                   | Carey Moore II N.W.I | 2:55         |
| 4. | «Sugar Sweet» (при участии Shenseea и Kehlani) | Carey Darius Scott Dixson [англ.] Donny Flores Bernard Harvey [англ.] Felisha King Harvey Chinsea Linda Lee Mikhai Wesley Miller Kehlani Parish | Carey Harv           | 3:40         |

### Замечания
- Трек 3, «Type Dangerous», содержит сэмпл из песни 1986 года «Eric B. Is President» в исполнении Eric B. & Rakim, написанной Eric Barrier и William Griffin[18]
- Трек-лист адаптирован по данным Apple Music[19]

## Чарты
| Чарт (2025) | Высшая позиция |
| ----------- | -------------- |